# 8番出口 (映画)

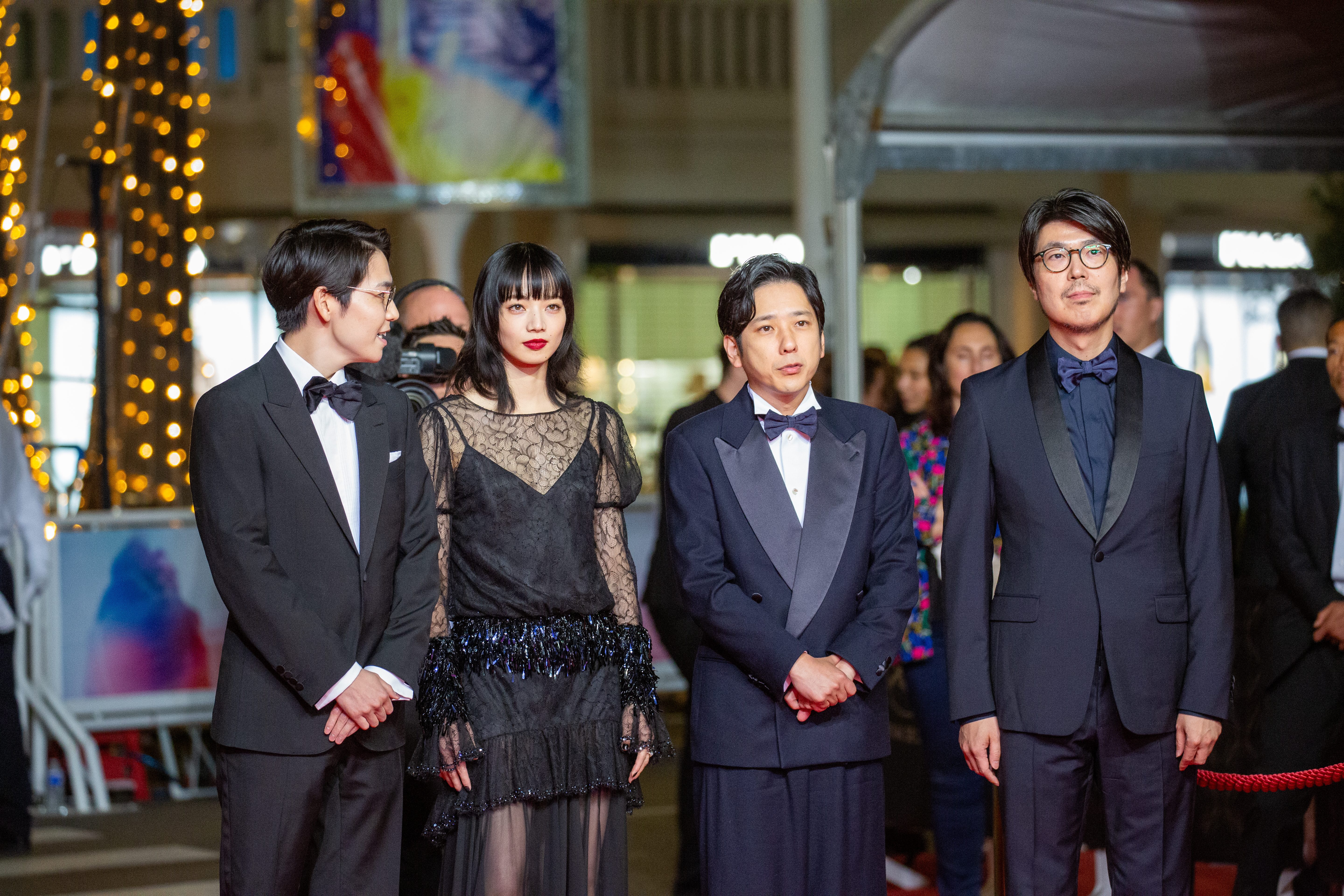
第78回カンヌ国際映画祭に出席したキャストとスタッフ。左から、脚本の平瀬謙太朗、キャストの小松菜奈、二宮和也、監督の川村元気。

『8番出口』（はちばんでぐち、英題：Exit 8）は、2025年8月29日に公開予定の映画作品。監督は川村元気、主演は二宮和也。公開初日からIMAXでの上映も実施予定。
KOTAKE CREATE（コタケクリエイト）が開発したゲームソフト『8番出口』の実写映画化で、原作にはストーリーが存在しないが、映画版では、二宮が演じる「迷う男」が駅構内のような無限ループの地下通路に迷い込み、異変を見つけたら引き返す、見つからなければ引き返さないというルールの下で、出口となる「8番出口」への到達を目指す。
第78回カンヌ国際映画祭で2025年5月19日に行われたミッドナイト・スクリーニングで本作が上映され、ポスターデザインのコンペティション「Prix Luciole」において本作のポスターが最優秀賞を受賞した。

## キャスト
- 迷う男：二宮和也
- 歩く男：河内大和[7][10]
- 少年：浅沼成[7][10]
- 花瀬琴音[7][10]
- 小松菜奈[11]

## スタッフ
- 原作：KOTAKE CREATE『8番出口』
- 監督：川村元気
- 脚本：平瀬謙太朗、川村元気[7][10]
- 音楽：Yasutaka Nakata (CAPSULE)、網守将平[7][10]
- 製作：市川南、上田太地、古澤佳寛[7][10]
- 共同製作：阿部祐樹、田中優策、渡辺章仁、篠原一朗、齊藤貴[7][10]
- エグゼクティブプロデューサー：臼井央、岡村和佳菜[7][10]
- 企画：坂田悠人[7][10]
- プロデューサー：山田兼司、山元哲人、伊藤太一[7][10]
- ラインプロデューサー：横井義人[7][10]
- 撮影：今村圭佑[7][10]
- 照明：平山達弥[7][10]
- 録音：矢野正人[7][10]
- 美術：杉本亮[7][10]
- 装飾：茂木豊[7][10]
- VFX：政本星爾[7][10]
- キャスティング：田端利江、山下葉子[7][10]
- スタイリスト：伊賀大介[7][10]
- ヘアメイク監修：勇見勝彦[7][10]
- 編集：瀬谷さくら[7][10]
- カラリスト：石山将弘[7][10]
- 音響効果：北田雅也[7][10]
- スクリプター：尾和茜[7][10]
- 監督補：平瀬謙太朗[7][10]
- 助監督：関根淳[7][10]
- 制作担当：堤健太[7][10]
- 脚本協力：二宮和也[7][10]
- 配給：東宝[7]
- 制作プロダクション：STORY inc.、AOI Pro.[10][12]
- 製作：映画「8番出口」製作委員会（東宝、STORY inc.、オフィスにの、メトロアドエージェンシー、AOI Pro.、ローソン、水鈴社、トーハン）[10]

## 製作
監督の川村元気は、2022年公開の監督映画『百花』の中で、「記憶」を表現するために本来繋がらない空間や時間をワンカットの中に繋げるという映像手法に挑戦し、これが評価されてサン・セバスティアン国際映画祭で監督賞を受賞している。川村は『百花』の表現を使ってまったく新しいジャンルの映画を撮りたいと考えて題材を探していたところ、2023年11月にゲームの『8番出口』に出会い、極めて日本的に整理整頓された地下通路のデザインや、ループする通路を進むか引き返すかの二択を繰り返すというシンプルながらも強いルールに惹かれた。一方、ゲームには物語が設定されていないが、この空間にインスパイアされた物語が作れたら、誰も観たことがない映画ができるのではないかと考えた。
既存の映画では、物語とキャラクターがあって美術が決まるというのが一般的だが、本作では最初に美術（地下通路）があってそこにキャラクターを置き最後に物語を作るという異例の手法で進められた。物語は1周目、2周目と進行していくが、撮影は順撮りではなく、「今回はこの“異変”撮ります」というお題に対してキャストそれぞれが動きを作り、それを監督の川村に観てもらい撮影するという形式がとられた。撮影の中盤あたりからは、リテイクなのか最初から撮っているのか分からずみんなで右往左往していたこともあったという。
主演の二宮和也はゲーム好きとして知られ、ゲームの『8番出口』も知っていたため、ゲームを映画化するにあたりどうしていくのかについて、初期段階から川村と二宮の間でディスカッションが行われた。映画版主人公の「迷う男」は喘息持ちの設定だが、これは二宮のアイデアで、初期の脚本ではホラー要素があまり感じられなかったことから、主人公に何か負荷があったほうがいいと考え、映画内容にストレスという圧をかけ続ける要素として設定された。

## プロモーション
2024年12月27日、配給元の東宝はゲームソフト『8番出口』の映画化作品を2025年に公開すると発表し、直後のXでは「実写映画化」がトレンド1位になった。また、同時に公開された初報トレーラーでは、原作と同様に地下通路の向こう側から歩いてくる中年男性（原作では通称「おじさん」、映画版では河内大和が演じる「歩く男」）の映像が用いられ、SNS上ではその再現度の高さが話題となった。

## 受賞
| 年   | 賞                     | 部門         | 対象     | 結果     | 出典   |
| ---- | ---------------------- | ------------ | -------- | -------- | ------ |
| 2025 | 第78回カンヌ国際映画祭 | Prix Luciole | ポスター | 最優秀賞 | [ 17 ] |

## 書籍
8番出口（著者：川村元気、出版社：水鈴社、発売日：2025年7月9日）
映画版をもとにしたノベライズ作品で、監督の川村元気が書き下ろした。映画版でカットされた異変や主人公たちの心の内が綴られている。トーハンが発表した2025年7月15日付の週間ベストセラーの文芸書ジャンルで第1位となった。

## イベント
8/8(ハチハチ)地下通路フォトスポット
開催日：2025年8月8日、開催場所：OMOTESANDO CROSSING PARK
タイトル『8番出口』の立体オブジェや映画本編の美術を使用した地下通路フォトスポットが展示される。また、河内大和が演じる「歩く男」と一緒に写真撮影ができるグリーティングイベントも時間限定で行われる。
映画『8番出口』東京メトロ脱出ゲーム
開催期間：2025年8月29日 - 11月3日、開催場所：東京メトロ駅構内、及び地下直結施設
体験型イベント。参加者は購入した謎解きキットの指示に従って異変探しや謎解きを進めていき、最終的に「8番出口から外に出ること」を目指す。1人での参加を想定した「単独モード」、友達同士での参加を想定した「チームモード」、親子での参加を想定した「ファミリーモード」の3種類の区分がある。